# 黄錫鎬
黄 錫鎬（ファン・ソッコ、朝鮮語: 황석호、1989年6月27日 - ）は、大韓民国・忠清北道清州市出身のプロサッカー選手。ポジションはディフェンダー（センターバック、左サイドバック）。元韓国代表。

## クラブ経歴

### プロ入り前
父親は運輸業会社に勤める会社員。清南初等学校3年生から陸上をやっており、忠清北道代表として全国少年体育大会（大韓民国全国体育大会少年大会）に出場している。
小学6年生から陸上を辞めてサッカーを始める。この頃は攻撃的なミッドフィールダーとして、雲湖中学校でも同じポジションでプレーした。雲湖高校時代も当初そのポジションだったが、高校2年生の時に身体能力と1対1の強さを見込まれ、ディフェンダーにコンバートされた。
2008年、先輩の父親が大邱大学校サッカー部監督であることを知り、同大学に進学する。在学中、Uリーグ（韓国大学リーグ）などの活躍で頭角を表した。そこへ2011年春に洪明甫U-22韓国代表監督の目にとまり、ロンドンオリンピックアジア予選を戦うU-23韓国代表に選ばれた。2011年ユニバーシアードではユニバ韓国代表として活躍した。
大学卒業の際にはKリーグドラフト会議の目玉選手と見られていた。そこへサンフレッチェ広島の足立修スカウトの目にとまり、日本行きへの勧誘を受けた。

### サンフレッチェ広島
2012年、サンフレッチェ広島と契約する。同期入団は増田卓也・李大憲。キャンプの段階から評価を高め、同年3月でJ1デビューし以降主力として試合出場を重ねる。
同年、ロンドンオリンピックに臨むU-23韓国代表に選出された。CBのレギュラーである洪正好と右SBの控えである丁東浩がともに招集前に怪我で離脱したことに加え、オーバーエイジ枠で呼ぶ予定だったCB李正秀が所属クラブとの調整に失敗し招集できなかったため、黄が繰り上げで選出された。年代別韓国代表に絡んで来なかった選手であり、U-23韓国代表としては親善試合も含めて2試合のみしか出場していなかったことから、韓国メディアは予想外の選出と報じている。五輪ではCBとして全試合出場を果たし、史上初の銅メダルに貢献、兵役免除を勝ち取った。
その後、ロンドンオリンピックでの活躍が認められ、同年9月に韓国代表に初招集され、同年11月にA代表デビューを果たす。その後東アジアカップ2013、2014 FIFAワールドカップ韓国代表に選出されている。2014年W杯での出場は、グループリーグ初戦ロシア代表戦において洪正好の負傷交代により途中出場を果たした。

### 鹿島アントラーズ
2015年に鹿島アントラーズへ完全移籍。
鹿島入団後は主にCBを務め、昌子源とコンビを組むことが多かった。10月31日のJリーグカップ決勝ガンバ大阪戦ではキャプテン小笠原満男のCKにヘッドで合わせて移籍後初ゴールとなる先制点をマーク。この試合3-0で勝利し、3年ぶり6回目となる優勝に貢献した。2016年ファーストステージは故障で出遅れるが、2016年6月5日に行われたJリーグカップグループステージ最終節の大宮アルディージャ戦で移籍後初の左SBを務め、約7ヶ月ぶりに実践復帰。その後は調子を上げ、セカンドステージでは見事に復活。チャンピオンシップ準決勝の川崎フロンターレ戦、決勝戦の浦和戦ではフル出場を果たし鹿島アントラーズの7年ぶり8度目のリーグ優勝に貢献。
その後、自身２度目となるクラブW杯出場を果たす。
第96回天皇杯全日本サッカー選手権大会決勝戦では後半スタートから左サイドバックに入り、攻守で安定感を発揮、２−１で川崎フロンターレを下し優勝。

### 天津泰達足球倶楽部
2017年、中国・天津泰達に完全移籍。リーグ戦で15試合に出場した。

### 清水エスパルス
2017年12月20日、清水エスパルスに移籍。1年ぶりのJリーグでのプレーとなった。
加入後は前評判通りの対人の強さ、カバーリング、ラインコントロール、ビルドアップ能力を発揮し、ディフェンスリーダーとして活躍。
シーズンを通して32試合（2880分）に出場し、清水エスパルス5年ぶりとなる一桁順位8位に貢献。
2018シーズンのファン・サポーターが選ぶ年間ベストプレイヤー『WONDERプレイヤー賞』を受賞。

### サガン鳥栖
2021年、サガン鳥栖に完全移籍。

## プレースタイル
183cmの長身、バネがあり、一瞬でトップスピードに乗る加速力を兼備するセンターバック。1対1のディフェンスに強く、試合終盤に相手ゴール前に攻め上がるスタミナと足元の技術もあり、両足で高精度のショートパスを出すことが出来る。上記の様に身体能力が高い選手である。。ヘディングも強く、前述のJリーグカップ決勝では相手DF岩下敬輔のマークを巧みに外し、勝利に繋がる貴重な先制点を挙げた。サイドバックとしては左右サイドを問わすプレーすることが出来る。

## 個人成績
| 国内大会個人成績 | 国内大会個人成績 | 国内大会個人成績 | 国内大会個人成績 | 国内大会個人成績 | 国内大会個人成績 | 国内大会個人成績 | 国内大会個人成績 | 国内大会個人成績 | 国内大会個人成績 | 国内大会個人成績 | 国内大会個人成績 |
| 年度             | クラブ           | 背番号           | リーグ           | リーグ戦         | リーグ戦         | リーグ杯         | リーグ杯         | オープン杯       | オープン杯       | 期間通算         | 期間通算         |
| 年度             | クラブ           | 背番号           | リーグ           | 出場             | 得点             | 出場             | 得点             | 出場             | 得点             | 出場             | 得点             |
| 日本             | 日本             | 日本             | 日本             | リーグ戦         | リーグ戦         | リーグ杯         | リーグ杯         | 天皇杯           | 天皇杯           | 期間通算         | 期間通算         |
| ---------------- | ---------------- | ---------------- | ---------------- | ---------------- | ---------------- | ---------------- | ---------------- | ---------------- | ---------------- | ---------------- | ---------------- |
| 2012             | 広島             | 2                | J1               | 18               | 0                | 4                | 0                | 0                | 0                | 22               | 0                |
| 2013             | 広島             | 2                | J1               | 26               | 3                | 0                | 0                | 2                | 0                | 28               | 3                |
| 2014             | 広島             | 2                | J1               | 12               | 0                | 3                | 0                | 1                | 0                | 16               | 0                |
| 2015             | 鹿島             | 14               | J1               | 24               | 0                | 4                | 1                | 0                | 0                | 28               | 1                |
| 2016             | 鹿島             | 14               | J1               | 12               | 0                | 1                | 0                | 3                | 0                | 16               | 0                |
| 中国             | 中国             | 中国             | 中国             | リーグ戦         | リーグ戦         | リーグ杯         | リーグ杯         | FA杯             | FA杯             | 期間通算         | 期間通算         |
| 2017             | 天津泰達         | 14               | 超級             | 15               | 0                | -                | -                | 0                | 0                | 15               | 0                |
| 日本             | 日本             | 日本             | 日本             | リーグ戦         | リーグ戦         | リーグ杯         | リーグ杯         | 天皇杯           | 天皇杯           | 期間通算         | 期間通算         |
| 2018             | 清水             | 3                | J1               | 32               | 1                | 0                | 0                | 1                | 0                | 33               | 1                |
| 2019             | 清水             | 3                | J1               | 26               | 0                | 1                | 0                | 4                | 0                | 31               | 0                |
| 2020             | 清水             | 3                | J1               | 19               | 2                | 0                | 0                | -                | -                | 19               | 2                |
| 2021             | 鳥栖             | 20               | J1               | 28               | 0                | 0                | 0                | 1                | 0                | 29               | 0                |
| 2022             | 鳥栖             | 20               | J1               | 25               | 4                | 2                | 0                | 0                | 0                | 27               | 4                |
| 2023             | 鳥栖             | 20               | J1               | 18               | 1                | 1                | 0                | 1                | 1                | 20               | 2                |
| 韓国             | 韓国             | 韓国             | 韓国             | リーグ戦         | リーグ戦         | リーグ杯         | リーグ杯         | FA杯             | FA杯             | 期間通算         | 期間通算         |
| 2024             | 蔚山HD           | 20               | K1               | 18               | 0                | -                | -                |                  |                  | 18               | 0                |
| 通算             | 日本             | 日本             | J1               | 240              | 11               | 16               | 1                | 13               | 1                | 269              | 13               |
| 通算             | 中国             | 中国             | 超級             | 15               | 0                | -                | -                | 0                | 0                | 15               | 0                |
| 通算             | 韓国             | 韓国             | K1               | 18               | 0                | -                | -                |                  |                  | 18               | 0                |
| 総通算           | 総通算           | 総通算           | 総通算           | 273              | 11               | 16               | 1                | 13               | 1                | 302              | 13               |

その他の公式戦
- 2014年
  - XEROX SUPER CUP 1試合0得点
- 2016年
  - Jリーグチャンピオンシップ 1試合0得点

| 国際大会個人成績 | 国際大会個人成績 | 国際大会個人成績 | 国際大会個人成績 | 国際大会個人成績 | FIFA      | FIFA      |
| 年度             | クラブ           | 背番号           | 出場             | 得点             | 出場      | 得点      |
| AFC              | AFC              | AFC              | ACL              | ACL              | クラブW杯 | クラブW杯 |
| ---------------- | ---------------- | ---------------- | ---------------- | ---------------- | --------- | --------- |
| 2012             | 広島             | 2                | -                | -                | 3         | 0         |
| 2013             | 広島             | 2                | 3                | 0                | -         | -         |
| 2014             | 広島             | 2                | 6                | 1                | -         | -         |
| 2015             | 鹿島             | 14               | 5                | 0                | -         | -         |
| 2016             | 鹿島             | 14               | -                | -                | 1         | 0         |
| 通算             | AFC              | AFC              | 14               | 1                | 4         | 0         |

出場歴
- 公式戦初出場 - 2012年3月24日 J1 第3節 鹿島アントラーズ戦（広島ビッグアーチ)
  - 85分、山岸智と途中交代出場
- 公式戦初得点 - 2013年7月10日 J1 第15節 川崎フロンターレ戦（エディオンスタジアム広島）
  - 72分、ミハエル・ミキッチと途中交代出場、90分+1分ゴール

## 代表歴
- U-23韓国代表
  - 2012年 ロンドンオリンピック
- 韓国代表
  - 2012年 2014 FIFAワールドカップ・アジア最終予選
  - 2013年 東アジアカップ2013
  - 2014年 2014 FIFAワールドカップ
  - 2015年 東アジアカップ2015（予備登録メンバー）

### 試合数
- 国際Aマッチ 4試合（2012年-2014年）[14]

| 韓国代表 | 国際Aマッチ | 国際Aマッチ |
| 年       | 出場        | 得点        |
| -------- | ----------- | ----------- |
| 2012     | 1           | 0           |
| 2013     | 2           | 0           |
| 2014     | 1           | 0           |
| 通算     | 4           | 0           |

## タイトル

### クラブ
サンフレッチェ広島
- Jリーグ ディビジョン1：2回（2012年、2013年）
- FUJI XEROX SUPER CUP：2回（2013年、2014年）

鹿島アントラーズ
- ヤマザキナビスコカップ：1回（2015年）
- J1リーグ：1回（2016年）
- 天皇杯全日本サッカー選手権大会：1回（2016年）

## 参考資料
- “攻撃志向 1対1に強さ DFファン・ソッコ”. 中国新聞:  p. 23. (2012年1月28日)
- “올림픽축구 황석호를 주목하라” (朝鮮語).   inews365.com (2012年7月30日). 2012年7月31日閲覧。
- （英語）黄錫鎬 – FIFA主催大会成績
- （朝鮮語）황석호 - KFA公式